# Prospalta ornata
Prospalta ornata là một loài bướm đêm trong họ Noctuidae.